# Славянская хроника
Славя́нская хро́ника (лат. Chronica Slavorum) — важный исторический источник, описывающий дохристианскую и раннюю христианскую эпоху в жизни полабских славян в период немецкого переселения за Эльбу. Автор — немецкий священник и миссионер XII века Гельмольд из Босау; продолжена (1171—1209) Арнольдом Любекским. Хроника является своего рода продолжением сочинения Адама Бременского «Деяния архиепископов Гамбургской церкви», в котором описываются события IX—XI вв. Пересказав события и географические сведения, изложенные в сочинении Адама Бременского, Гельмольд начинает описывать последующие события, завершив свою «Хронику» 1171 годом. Несмотря на тенденциозность автора и неточность изложенных в ней фактов, «Славянская хроника» является важнейшим, а иногда и единственным, источником сведений о полабских славянах.

## Содержание
«Славянская хроника» Гельмольда состоит из двух книг, каждая из которых снабжена кратким предисловием автора. В начале Книги первой Гельмольд даёт картину обширного славянского мира, в основном повторяя сведения из труда «Деяния архиепископов Гамбургской церкви» Адама Бременского. Гельмольд локализует славян южным побережьем Балтийского моря (при этом цитирует Адама Бременского: это море «тянется длинной полосой, подобно поясу, через земли скифов до самой Греции», «это же море называется Варварским, или Скифским»). Самыми восточными из славян Гельмольд считает русов, затем идут полоны, которые, в свою очередь, на севере соседствуют с пруссами, а на юге — с богемцами, сорбами, мораванами и каринтийцами. Русь, по словам Гельмольда, давно уже обратилась в христианскую веру, причём обряд их ближе к греческому — «Ибо Русское море самым кратким путем приводит в Грецию». Даны называют Русь «Острогардом» (вероятно, из-за её восточного расположения); ещё одно название — Хунигард (Chunigard), якобы из-за того что раньше там жили гунны. Цитируя Адама Бременского, Гельмольд пишет, что главным городом Руси является Chue, при том что в оригинале город называется Chive (очевидно, Киев). Единственными славянами-язычниками остаются пруссы. Гельмольд ошибочно цитирует высказывание Адама Бременского, что угры не отличаются от славян «ни по внешнему виду, ни по языку», в то время как в оригинале речь идёт о поляках.
К западу от пределов Полонии, по берегам Одры, живут племена, которых Гельмольд называет «винитами, или винулами» (то есть венеды). Гельмольд утверждает, что в древности они назывались вандалами. В своём нижнем течении Одра разделяет поморян и вильцев. Возле устья Одры стоял некогда знаменитый языческий город Юмнета (Iumneta), «населенный славянами вперемешку с другими народами, греками и варварами». Гельмольд упоминает многочисленные славянские племена, которые живут в междуречье Эльбы и Одры, «длинной полосой простираясь к югу». Автор перечисляет такие славянские города, как Ретра (центр культа Радегаста), Мекленбург (Mikilinburg, город бодричей), Ратцебург (город полабов). Упоминает и племя ранов (руян), обитающее на большом острове — самое сильное, и единственное, которое имеет короля (Гельмольд использует латинский термин rex).
Затем описываются подвиги Карла Великого, покорившего саксов. Некоторые славянские племена также стали подданным Карла. Центром просвещения славян и данов стал Гамбург. Однако позже эта империя была разделена на 4 части: Германия (Germania), Галлия (Gallia), Аквитания (Aquitania) и Лотарингия (Lotharingia) с Италией (Italia) и Бургундией (Burgundia). Соответственно Людовик владел Германией, Лотарь — Лотарингией, Карл — Галлией, а Пипин — Аквитанией. Гельмольд описывает путешествие святого Анскария и затем пересказывает легенду об обращении руян, которые якобы вновь впали в язычество и начали почитать святого Вита как бога (Святовита; эти сведения повторяются и дополняются в Книге второй).
Далее в Книге первой повествуется о появлении Нормандии, которую Карл Великий отдал во владение викингам, опасаясь их набегов; о нашествии угров; о крещении короля Дании Харальда Синезубого и других событиях вплоть до смерти епископа Герольда в 1163 году.
Книга вторая по объёму значительно меньше (14 глав вместо 94). Она охватывает события 1163—1171 годов, завершаясь описанием мира между Саксонией и Данией и, якобы, наступившего после этого процветания. Напоследок упомянуто, как правитель замка в Зверине, Гунцелин, приказал немедленно казнить всех славян, пробирающихся по глухим местам с неясными намерениями: «И таким путем славяне были удержаны от грабежей и разбоев».

## Славянские племена
- Ruci — русы, обитатели расположенной на востоке страны Rucia; Русское море (Rucenum mare) самым кратким путем приводит в Грецию
- Polani — поляки, обитатели Полонии (Polonia)
- Boemos — богемы, чехи
- Marahi — моравы
- Karinthi — каринтийцы они же словенцы.
- Sorabi — сорбы
- Pomerani — поморяне

## Издания
- Helmoldi presbyteri Chronica Slavorum ex Recensione I.M. Lappenbergii (лат.) // Scriptores rerum germanicarum in usum scholarum. — Hannoverae: Impensis bibliopolii Hahniani, 1868.
- Helmoldi presbyteri Chronica Slavorum ex Recensione I.M. Lappenbergii (лат.) // Моnumenta Germaniae Historica. — Hannoverae, 1866. — Bd. 21.

## Переводы на русский язык
- Предисловие переводчика к книге Гельмольда из Босау, Славянская хроника. Восточная литература. Дата обращения: 17 февраля 2011.
- Гельмольд. Славянская хроника. Книга I, главы 1-20. Восточная литература. Дата обращения: 17 февраля 2011.
- Гельмольд. Славянская хроника. Книга I, главы 21-40. Восточная литература. Дата обращения: 17 февраля 2011.
- Гельмольд. Славянская хроника. Книга I, главы 41-60. Восточная литература. Дата обращения: 17 февраля 2011.
- Гельмольд. Славянская хроника. Книга I, главы 61-94. Восточная литература. Дата обращения: 17 февраля 2011.
- Гельмольд. Славянская хроника. Книга II. Восточная литература. Дата обращения: 17 февраля 2011.
- Арнольд Любекский. Славянская хроника фрагменты «Хроники» в переводе М. Б. Свердлова на сайте Восточная литература